# Балтийская трубопроводная система

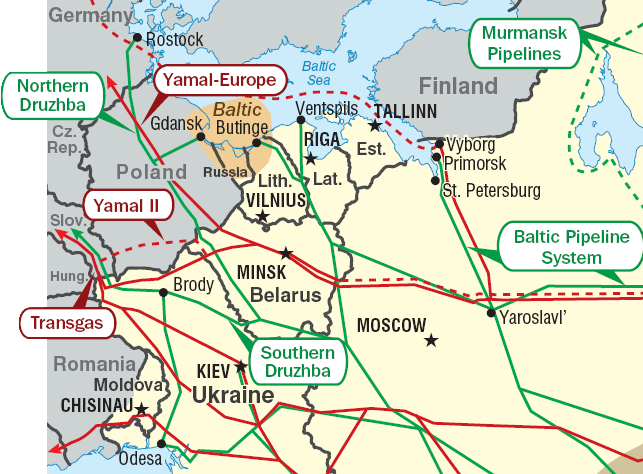
Трубопроводы Восточной Европы

Балтийская трубопроводная система (БТС) — система магистральных нефтепроводов, связывающая месторождения нефти Тимано-Печорского, Западно-Сибирского и Урало-Поволжского районов с морским портом Приморск. Проектная мощность нефтепровода — 74 млн тонн нефти в год.
Целью строительства было повышение мощности сети экспортных нефтепроводов, снижение издержек на экспорт нефти, а также необходимость снижения рисков транзита нефти через другие государства.

## Строительство
- 27 декабря 2001 года открыта первая очередь БТС Кириши-Приморск мощностью 12 млн тонн в год.
- В 2002 году ОАО «Транснефть» начало работу по наращиванию мощности Балтийской трубопроводной системы. Решением ОАО «Транснефть» функции заказчика по строительству новых объектов БТС возложены на ООО «Балтнефтепровод».
- 4 июля 2003 года в Ярославской области на строящейся нефтеперекачивающей станции «Палкино» состоялась торжественная церемония по случаю расширения Балтийской трубопроводной системы до 18 млн тонн в год.
- В ноябре 2003 завершена реализация Проекта расширения БТС до 30 млн тонн нефти в год с поставкой нефти на нефтеналивной порт Приморск.
- В марте 2004 года, с вводом в эксплуатацию НПС «Кириши-2», мощность Балтийской трубопроводной системы достигла 42 млн тонн нефти в год.
- К 1 августа 2004 пропускная способность Балтийской трубопроводной системы достигла 50 млн тонн нефти в год.
- 7 марта 2006 года открыта вторая очередь Ярославль-Приморск, что позволило вывести БТС на проектную мощность 64 млн тонн в год.
- В конце 2006 года на БТС взят новый рубеж в 74 млн тонн нефти в год. В декабре, глава «Транснефти» С. М. Вайншток на личной встрече проинформировал президента России  о том, что Компания в кратчайшие сроки выполнила данное ей пять месяцев назад главой государства поручение об увеличении мощности Балтийской трубопроводной системы.

## Перспективы
Существуют планы по продлению БТС до российского порта Высоцк, а также, возможно, до финского порта Порво.